# Liste des planètes mineures (649001-650000)
Voici la liste des planètes mineures numérotées de 649001 à 650000. Les planètes mineures sont numérotées lorsque leur orbite est confirmée, ce qui peut parfois se produire longtemps après leur découverte. Elles sont classées ici par leur numéro.

## Planètes mineures 649001 à 650000
- (649001) 2010 TL186
- (649002) 2010 TG193
- (649003) 2010 TE195
- (649004) 2010 TJ195
- (649005) 2010 TC197
- (649006) 2010 TC198
- (649007) 2010 TU198
- (649008) 2010 TC206
- (649009) 2010 TJ212
- (649010) 2010 TN212
- (649011) 2010 TT212
- (649012) 2010 TK217
- (649013) 2010 TU217
- (649014) 2010 TW221
- (649015) 2010 TY221
- (649016) 2010 TK224
- (649017) 2010 TO224
- (649018) 2010 TP224
- (649019) 2010 TH227
- (649020) 2010 TP229
- (649021) 2010 TV230
- (649022) 2010 UZ10
- (649023) 2010 UF11
- (649024) 2010 UK24
- (649025) 2010 UY27
- (649026) 2010 UB29
- (649027) 2010 UF39
- (649028) 2010 UZ40
- (649029) 2010 UR44
- (649030) 2010 UL47
- (649031) 2010 UB50
- (649032) 2010 UK50
- (649033) 2010 UN56
- (649034) 2010 UZ62
- (649035) 2010 UH63
- (649036) 2010 UQ63
- (649037) 2010 UA64
- (649038) 2010 UH68
- (649039) 2010 UY72
- (649040) 2010 UU86
- (649041) 2010 UB94
- (649042) 2010 UA100
- (649043) 2010 UV100
- (649044) 2010 UP112
- (649045) 2010 UL121
- (649046) 2010 UU126
- (649047) 2010 UY128
- (649048) 2010 UD131
- (649049) 2010 UR131
- (649050) 2010 UQ134
- (649051) 2010 VF5
- (649052) 2010 VA6
- (649053) 2010 VN14
- (649054) 2010 VJ15
- (649055) 2010 VO17
- (649056) 2010 VE24
- (649057) 2010 VN27
- (649058) 2010 VO32
- (649059) 2010 VV33
- (649060) 2010 VK42
- (649061) 2010 VU43
- (649062) 2010 VK49
- (649063) 2010 VU52
- (649064) 2010 VY53
- (649065) 2010 VM55
- (649066) 2010 VF58
- (649067) 2010 VC69
- (649068) 2010 VP69
- (649069) 2010 VN75
- (649070) 2010 VJ78
- (649071) 2010 VB83
- (649072) 2010 VT85
- (649073) 2010 VA93
- (649074) 2010 VU95
- (649075) 2010 VS99
- (649076) 2010 VJ100
- (649077) 2010 VK102
- (649078) 2010 VH109
- (649079) 2010 VM113
- (649080) 2010 VB117
- (649081) 2010 VZ117
- (649082) 2010 VP119
- (649083) 2010 VX119
- (649084) 2010 VO123
- (649085) 2010 VY126
- (649086) 2010 VB127
- (649087) 2010 VU128
- (649088) 2010 VV130
- (649089) 2010 VS131
- (649090) 2010 VC139
- (649091) 2010 VT139
- (649092) 2010 VM163
- (649093) 2010 VV165
- (649094) 2010 VD166
- (649095) 2010 VL166
- (649096) 2010 VN172
- (649097) 2010 VT179
- (649098) 2010 VZ180
- (649099) 2010 VT185
- (649100) 2010 VD186
- (649101) 2010 VS194
- (649102) 2010 VU197
- (649103) 2010 VX198
- (649104) 2010 VA201
- (649105) 2010 VR201
- (649106) 2010 VB208
- (649107) 2010 VB210
- (649108) 2010 VE216
- (649109) 2010 VR217
- (649110) 2010 VZ218
- (649111) 2010 VE229
- (649112) 2010 VP229
- (649113) 2010 VF230
- (649114) 2010 VG233
- (649115) 2010 VA235
- (649116) 2010 VE244
- (649117) 2010 VF246
- (649118) 2010 VH250
- (649119) 2010 VT250
- (649120) 2010 VY250
- (649121) 2010 VJ252
- (649122) 2010 VS253
- (649123) 2010 VL256
- (649124) 2010 VW257
- (649125) 2010 VC263
- (649126) 2010 VZ263
- (649127) 2010 VL264
- (649128) 2010 VJ270
- (649129) 2010 VQ277
- (649130) 2010 VV280
- (649131) 2010 WC6
- (649132) 2010 WZ7
- (649133) 2010 WV15
- (649134) 2010 WW19
- (649135) 2010 WX19
- (649136) 2010 WB30
- (649137) 2010 WC37
- (649138) 2010 WV41
- (649139) 2010 WX45
- (649140) 2010 WO47
- (649141) 2010 WJ52
- (649142) 2010 WF56
- (649143) 2010 WO67
- (649144) 2010 WP67
- (649145) 2010 WC68
- (649146) 2010 WS75
- (649147) 2010 WK79
- (649148) 2010 XT2
- (649149) 2010 XV6
- (649150) 2010 XH9
- (649151) 2010 XR12
- (649152) 2010 XU22
- (649153) 2010 XW26
- (649154) 2010 XN28
- (649155) 2010 XN29
- (649156) 2010 XM33
- (649157) 2010 XW40
- (649158) 2010 XF42
- (649159) 2010 XU42
- (649160) 2010 XU43
- (649161) 2010 XD44
- (649162) 2010 XP49
- (649163) 2010 XT52
- (649164) 2010 XC54
- (649165) 2010 XP54
- (649166) 2010 XD55
- (649167) 2010 XZ55
- (649168) 2010 XD56
- (649169) 2010 XS66
- (649170) 2010 XT84
- (649171) 2010 XB86
- (649172) 2010 XE91
- (649173) 2010 XW93
- (649174) 2010 XE98
- (649175) 2010 XE109
- (649176) 2010 XP109
- (649177) 2010 XK112
- (649178) 2010 XR113
- (649179) 2010 XO118
- (649180) 2010 XG119
- (649181) 2010 XK119
- (649182) 2010 XE122
- (649183) 2010 YC2
- (649184) 2010 YV4
- (649185) 2010 YZ4
- (649186) 2011 AW3
- (649187) 2011 AF6
- (649188) 2011 AN6
- (649189) 2011 AK7
- (649190) 2011 AH12
- (649191) 2011 AH29
- (649192) 2011 AU29
- (649193) 2011 AQ30
- (649194) 2011 AB31
- (649195) 2011 AF34
- (649196) 2011 AD37
- (649197) 2011 AC47
- (649198) 2011 AC48
- (649199) 2011 AH58
- (649200) 2011 AA62
- (649201) 2011 AV66
- (649202) 2011 AF70
- (649203) 2011 AL70
- (649204) 2011 AE75
- (649205) 2011 AU75
- (649206) 2011 AX78
- (649207) 2011 AU81
- (649208) 2011 AN84
- (649209) 2011 AW85
- (649210) 2011 AP86
- (649211) 2011 AZ90
- (649212) 2011 AO93
- (649213) 2011 AO94
- (649214) 2011 AO95
- (649215) 2011 AQ95
- (649216) 2011 AR95
- (649217) 2011 AV95
- (649218) 2011 AT96
- (649219) 2011 AZ103
- (649220) 2011 AS107
- (649221) 2011 BQ3
- (649222) 2011 BH4
- (649223) 2011 BL5
- (649224) 2011 BF7
- (649225) 2011 BQ9
- (649226) 2011 BD12
- (649227) 2011 BB13
- (649228) 2011 BZ13
- (649229) 2011 BA24
- (649230) 2011 BH28
- (649231) 2011 BB34
- (649232) 2011 BK46
- (649233) 2011 BO46
- (649234) 2011 BQ49
- (649235) 2011 BC50
- (649236) 2011 BE50
- (649237) 2011 BF53
- (649238) 2011 BK56
- (649239) 2011 BO56
- (649240) 2011 BT63
- (649241) 2011 BO64
- (649242) 2011 BQ66
- (649243) 2011 BW66
- (649244) 2011 BB69
- (649245) 2011 BM69
- (649246) 2011 BS69
- (649247) 2011 BM73
- (649248) 2011 BA74
- (649249) 2011 BU76
- (649250) 2011 BZ77
- (649251) 2011 BA81
- (649252) 2011 BT82
- (649253) 2011 BM88
- (649254) 2011 BD90
- (649255) 2011 BA92
- (649256) 2011 BL93
- (649257) 2011 BH95
- (649258) 2011 BQ97
- (649259) 2011 BA99
- (649260) 2011 BA107
- (649261) 2011 BQ108
- (649262) 2011 BW109
- (649263) 2011 BO112
- (649264) 2011 BL113
- (649265) 2011 BC123
- (649266) 2011 BP132
- (649267) 2011 BN138
- (649268) 2011 BQ145
- (649269) 2011 BU146
- (649270) 2011 BB147
- (649271) 2011 BX150
- (649272) 2011 BS156
- (649273) 2011 BC159
- (649274) 2011 BO159
- (649275) 2011 BQ160
- (649276) 2011 BS160
- (649277) 2011 BO166
- (649278) 2011 BO168
- (649279) 2011 BT169
- (649280) 2011 BB170
- (649281) 2011 BD170
- (649282) 2011 BA177
- (649283) 2011 BG194
- (649284) 2011 BM195
- (649285) 2011 BZ195
- (649286) 2011 BO196
- (649287) 2011 BP198
- (649288) 2011 BS200
- (649289) 2011 BT201
- (649290) 2011 BS206
- (649291) 2011 CC4
- (649292) 2011 CR6
- (649293) 2011 CS7
- (649294) 2011 CW11
- (649295) 2011 CX19
- (649296) 2011 CK20
- (649297) 2011 CT27
- (649298) 2011 CT29
- (649299) 2011 CW40
- (649300) 2011 CF48
- (649301) 2011 CP56
- (649302) 2011 CY61
- (649303) 2011 CO66
- (649304) 2011 CW66
- (649305) 2011 CV67
- (649306) 2011 CO73
- (649307) 2011 CP73
- (649308) 2011 CY81
- (649309) 2011 CM84
- (649310) 2011 CG86
- (649311) 2011 CY87
- (649312) 2011 CO94
- (649313) 2011 CK96
- (649314) 2011 CL99
- (649315) 2011 CA107
- (649316) 2011 CO107
- (649317) 2011 CT109
- (649318) 2011 CU110
- (649319) 2011 CO113
- (649320) 2011 CL114
- (649321) 2011 CL119
- (649322) 2011 CF123
- (649323) 2011 CK124
- (649324) 2011 CL128
- (649325) 2011 CF130
- (649326) 2011 CK130
- (649327) 2011 CC131
- (649328) 2011 CM131
- (649329) 2011 CW133
- (649330) 2011 CF138
- (649331) 2011 CQ142
- (649332) 2011 CX146
- (649333) 2011 DZ3
- (649334) 2011 DL7
- (649335) 2011 DY12
- (649336) 2011 DL13
- (649337) 2011 DT14
- (649338) 2011 DX21
- (649339) 2011 DX28
- (649340) 2011 DH30
- (649341) 2011 DK30
- (649342) 2011 DF32
- (649343) 2011 DC34
- (649344) 2011 DM34
- (649345) 2011 DE40
- (649346) 2011 DN41
- (649347) 2011 DY44
- (649348) 2011 DG46
- (649349) 2011 DM46
- (649350) 2011 DU51
- (649351) 2011 DA52
- (649352) 2011 DT56
- (649353) 2011 DB57
- (649354) 2011 DR58
- (649355) 2011 EE2
- (649356) 2011 EM2
- (649357) 2011 ES3
- (649358) 2011 EQ7
- (649359) 2011 EH8
- (649360) 2011 EE10
- (649361) 2011 EY14
- (649362) 2011 EC17
- (649363) 2011 EY21
- (649364) 2011 EK23
- (649365) 2011 EE24
- (649366) 2011 EB25
- (649367) 2011 EP25
- (649368) 2011 EL27
- (649369) 2011 EL29
- (649370) 2011 EF31
- (649371) 2011 ES34
- (649372) 2011 EV35
- (649373) 2011 EA43
- (649374) 2011 EK45
- (649375) 2011 EO49
- (649376) 2011 ED51
- (649377) 2011 EO58
- (649378) 2011 EB60
- (649379) 2011 EN61
- (649380) 2011 EY62
- (649381) 2011 EN63
- (649382) 2011 ET73
- (649383) 2011 EU83
- (649384) 2011 ED84
- (649385) 2011 EP86
- (649386) 2011 EB88
- (649387) 2011 EQ90
- (649388) 2011 ET90
- (649389) 2011 EJ93
- (649390) 2011 EB97
- (649391) 2011 EM100
- (649392) 2011 EP100
- (649393) 2011 EA101
- (649394) 2011 EC101
- (649395) 2011 EG102
- (649396) 2011 EY102
- (649397) 2011 EB106
- (649398) 2011 EG107
- (649399) 2011 EP107
- (649400) 2011 EK114
- (649401) 2011 FB
- (649402) 2011 FV10
- (649403) 2011 FE14
- (649404) 2011 FV14
- (649405) 2011 FO17
- (649406) 2011 FC26
- (649407) 2011 FL26
- (649408) 2011 FQ27
- (649409) 2011 FK28
- (649410) 2011 FX28
- (649411) 2011 FL34
- (649412) 2011 FT38
- (649413) 2011 FR41
- (649414) 2011 FO42
- (649415) 2011 FU44
- (649416) 2011 FE46
- (649417) 2011 FA47
- (649418) 2011 FM50
- (649419) 2011 FO57
- (649420) 2011 FL63
- (649421) 2011 FO63
- (649422) 2011 FQ65
- (649423) 2011 FL66
- (649424) 2011 FQ66
- (649425) 2011 FV66
- (649426) 2011 FM67
- (649427) 2011 FV72
- (649428) 2011 FE76
- (649429) 2011 FM78
- (649430) 2011 FS84
- (649431) 2011 FG85
- (649432) 2011 FM85
- (649433) 2011 FJ86
- (649434) 2011 FG89
- (649435) 2011 FO91
- (649436) 2011 FP96
- (649437) 2011 FQ96
- (649438) 2011 FX98
- (649439) 2011 FK102
- (649440) 2011 FO102
- (649441) 2011 FZ103
- (649442) 2011 FU105
- (649443) 2011 FH118
- (649444) 2011 FK119
- (649445) 2011 FJ123
- (649446) 2011 FM125
- (649447) 2011 FF132
- (649448) 2011 FK135
- (649449) 2011 FO136
- (649450) 2011 FL138
- (649451) 2011 FL145
- (649452) 2011 FW150
- (649453) 2011 FC151
- (649454) 2011 FT152
- (649455) 2011 FT153
- (649456) 2011 FE157
- (649457) 2011 FC163
- (649458) 2011 FU163
- (649459) 2011 FW169
- (649460) 2011 GT4
- (649461) 2011 GG5
- (649462) 2011 GO5
- (649463) 2011 GV11
- (649464) 2011 GJ18
- (649465) 2011 GB21
- (649466) 2011 GU23
- (649467) 2011 GJ24
- (649468) 2011 GM26
- (649469) 2011 GT26
- (649470) 2011 GQ32
- (649471) 2011 GV34
- (649472) 2011 GB35
- (649473) 2011 GL38
- (649474) 2011 GZ39
- (649475) 2011 GO41
- (649476) 2011 GY41
- (649477) 2011 GR44
- (649478) 2011 GC45
- (649479) 2011 GM50
- (649480) 2011 GD53
- (649481) 2011 GY60
- (649482) 2011 GM65
- (649483) 2011 GB73
- (649484) 2011 GD74
- (649485) 2011 GS79
- (649486) 2011 GA84
- (649487) 2011 GO90
- (649488) 2011 GL92
- (649489) 2011 GM96
- (649490) 2011 GA100
- (649491) 2011 GJ100
- (649492) 2011 GN100
- (649493) 2011 GR100
- (649494) 2011 GX100
- (649495) 2011 GT103
- (649496) 2011 GU103
- (649497) 2011 GO104
- (649498) 2011 GR104
- (649499) 2011 GS104
- (649500) 2011 HD2
- (649501) 2011 HY2
- (649502) 2011 HZ3
- (649503) 2011 HF4
- (649504) 2011 HS6
- (649505) 2011 HT12
- (649506) 2011 HX19
- (649507) 2011 HD26
- (649508) 2011 HK29
- (649509) 2011 HA30
- (649510) 2011 HQ36
- (649511) 2011 HP37
- (649512) 2011 HC43
- (649513) 2011 HM45
- (649514) 2011 HH46
- (649515) 2011 HC53
- (649516) 2011 HR68
- (649517) 2011 HV68
- (649518) 2011 HJ72
- (649519) 2011 HS73
- (649520) 2011 HD75
- (649521) 2011 HW79
- (649522) 2011 HF90
- (649523) 2011 HX90
- (649524) 2011 HY92
- (649525) 2011 HQ98
- (649526) 2011 HU101
- (649527) 2011 JQ
- (649528) 2011 JE5
- (649529) 2011 JZ5
- (649530) 2011 JQ6
- (649531) 2011 JT16
- (649532) 2011 JV16
- (649533) 2011 JE19
- (649534) 2011 JS19
- (649535) 2011 JT19
- (649536) 2011 JZ20
- (649537) 2011 JB27
- (649538) 2011 JE38
- (649539) 2011 KM1
- (649540) 2011 KK4
- (649541) 2011 KY7
- (649542) 2011 KJ19
- (649543) 2011 KZ20
- (649544) 2011 KP32
- (649545) 2011 KU33
- (649546) 2011 KW40
- (649547) 2011 KP42
- (649548) 2011 KP43
- (649549) 2011 KD46
- (649550) 2011 KR55
- (649551) 2011 KA56
- (649552) 2011 KP57
- (649553) 2011 KS57
- (649554) 2011 KW57
- (649555) 2011 KZ58
- (649556) 2011 LJ3
- (649557) 2011 LL3
- (649558) 2011 LK4
- (649559) 2011 LP4
- (649560) 2011 LA6
- (649561) 2011 LM9
- (649562) 2011 LN12
- (649563) 2011 LQ18
- (649564) 2011 LR19
- (649565) 2011 LX22
- (649566) 2011 LZ24
- (649567) 2011 LN27
- (649568) 2011 LT27
- (649569) 2011 LT34
- (649570) 2011 LC36
- (649571) 2011 MZ9
- (649572) 2011 MV10
- (649573) 2011 MP11
- (649574) 2011 MS12
- (649575) 2011 MR13
- (649576) 2011 MQ15
- (649577) 2011 MA16
- (649578) 2011 NW2
- (649579) 2011 NP4
- (649580) 2011 NU4
- (649581) 2011 OY
- (649582) 2011 OM2
- (649583) 2011 OV5
- (649584) 2011 OE9
- (649585) 2011 OJ11
- (649586) 2011 OF13
- (649587) 2011 OX13
- (649588) 2011 OY13
- (649589) 2011 OD20
- (649590) 2011 OU20
- (649591) 2011 OW20
- (649592) 2011 OS21
- (649593) 2011 OF27
- (649594) 2011 OS32
- (649595) 2011 OK36
- (649596) 2011 OL36
- (649597) 2011 OJ42
- (649598) 2011 OK46
- (649599) 2011 OX48
- (649600) 2011 OV51
- (649601) 2011 OW51
- (649602) 2011 OC59
- (649603) 2011 OO62
- (649604) 2011 OK70
- (649605) 2011 OF71
- (649606) 2011 OX72
- (649607) 2011 OB74
- (649608) 2011 OD76
- (649609) 2011 PN3
- (649610) 2011 PA10
- (649611) 2011 PA12
- (649612) 2011 PF15
- (649613) 2011 PB16
- (649614) 2011 PD16
- (649615) 2011 PZ17
- (649616) 2011 PE18
- (649617) 2011 PM21
- (649618) 2011 PT22
- (649619) 2011 PW23
- (649620) 2011 QO1
- (649621) 2011 QN2
- (649622) 2011 QK5
- (649623) 2011 QL5
- (649624) 2011 QU5
- (649625) 2011 QP8
- (649626) 2011 QC11
- (649627) 2011 QL11
- (649628) 2011 QG14
- (649629) 2011 QN14
- (649630) 2011 QK15
- (649631) 2011 QQ15
- (649632) 2011 QJ20
- (649633) 2011 QZ23
- (649634) 2011 QU26
- (649635) 2011 QQ28
- (649636) 2011 QS30
- (649637) 2011 QY30
- (649638) 2011 QB32
- (649639) 2011 QS32
- (649640) 2011 QZ34
- (649641) 2011 QZ37
- (649642) 2011 QQ38
- (649643) 2011 QL41
- (649644) 2011 QU41
- (649645) 2011 QV41
- (649646) 2011 QM43
- (649647) 2011 QF47
- (649648) 2011 QM51
- (649649) 2011 QA53
- (649650) 2011 QH53
- (649651) 2011 QR55
- (649652) 2011 QW55
- (649653) 2011 QG57
- (649654) 2011 QR58
- (649655) 2011 QP61
- (649656) 2011 QV61
- (649657) 2011 QQ62
- (649658) 2011 QF64
- (649659) 2011 QG64
- (649660) 2011 QM64
- (649661) 2011 QS66
- (649662) 2011 QL68
- (649663) 2011 QJ74
- (649664) 2011 QM74
- (649665) 2011 QL76
- (649666) 2011 QT83
- (649667) 2011 QZ83
- (649668) 2011 QE84
- (649669) 2011 QR84
- (649670) 2011 QP94
- (649671) 2011 QU96
- (649672) 2011 QS100
- (649673) 2011 QT100
- (649674) 2011 QH101
- (649675) 2011 QX102
- (649676) 2011 QO103
- (649677) 2011 QT103
- (649678) 2011 QP105
- (649679) 2011 QX109
- (649680) 2011 QR110
- (649681) 2011 QB114
- (649682) 2011 QJ114
- (649683) 2011 QT115
- (649684) 2011 QA116
- (649685) 2011 QB116
- (649686) 2011 RJ2
- (649687) 2011 RF5
- (649688) 2011 RK6
- (649689) 2011 RM10
- (649690) 2011 RF14
- (649691) 2011 RH17
- (649692) 2011 RG18
- (649693) 2011 RM21
- (649694) 2011 RT22
- (649695) 2011 RW22
- (649696) 2011 RD23
- (649697) 2011 RK23
- (649698) 2011 RF27
- (649699) 2011 RG32
- (649700) 2011 RC40
- (649701) 2011 SE1
- (649702) 2011 SQ3
- (649703) 2011 SU3
- (649704) 2011 SY5
- (649705) 2011 SC7
- (649706) 2011 SG7
- (649707) 2011 ST10
- (649708) 2011 SX17
- (649709) 2011 SY17
- (649710) 2011 SO19
- (649711) 2011 SY20
- (649712) 2011 SH21
- (649713) 2011 SW22
- (649714) 2011 SR24
- (649715) 2011 SU26
- (649716) 2011 SA28
- (649717) 2011 SJ28
- (649718) 2011 SW28
- (649719) 2011 SR29
- (649720) 2011 SZ30
- (649721) 2011 SB36
- (649722) 2011 SH43
- (649723) 2011 SJ47
- (649724) 2011 SA48
- (649725) 2011 SV48
- (649726) 2011 SW49
- (649727) 2011 SR51
- (649728) 2011 SQ58
- (649729) 2011 SA59
- (649730) 2011 SJ60
- (649731) 2011 SK61
- (649732) 2011 SW61
- (649733) 2011 SZ62
- (649734) 2011 SC64
- (649735) 2011 SZ70
- (649736) 2011 SM71
- (649737) 2011 SD73
- (649738) 2011 SE73
- (649739) 2011 SF74
- (649740) 2011 SU81
- (649741) 2011 SH83
- (649742) 2011 SP84
- (649743) 2011 SC88
- (649744) 2011 SY88
- (649745) 2011 SD90
- (649746) 2011 SR90
- (649747) 2011 SH91
- (649748) 2011 SY91
- (649749) 2011 SG96
- (649750) 2011 SJ99
- (649751) 2011 SO99
- (649752) 2011 SC104
- (649753) 2011 SP107
- (649754) 2011 SW107
- (649755) 2011 SZ107
- (649756) 2011 SQ110
- (649757) 2011 SR110
- (649758) 2011 SU113
- (649759) 2011 SS114
- (649760) 2011 SA119
- (649761) 2011 SZ119
- (649762) 2011 SQ120
- (649763) 2011 SD121
- (649764) 2011 SR127
- (649765) 2011 SF128
- (649766) 2011 SM129
- (649767) 2011 SJ139
- (649768) 2011 SO141
- (649769) 2011 SW141
- (649770) 2011 SV142
- (649771) 2011 ST146
- (649772) 2011 SU146
- (649773) 2011 SH147
- (649774) 2011 SC150
- (649775) 2011 SK151
- (649776) 2011 SJ152
- (649777) 2011 SA153
- (649778) 2011 SZ153
- (649779) 2011 SC164
- (649780) 2011 SM166
- (649781) 2011 SJ168
- (649782) 2011 SN173
- (649783) 2011 SC176
- (649784) 2011 SC177
- (649785) 2011 SV177
- (649786) 2011 SD181
- (649787) 2011 SU183
- (649788) 2011 SE186
- (649789) 2011 SX187
- (649790) 2011 SZ191
- (649791) 2011 SX194
- (649792) Sergejbondar
- (649793) 2011 SL201
- (649794) 2011 SU202
- (649795) 2011 SX204
- (649796) 2011 SD208
- (649797) 2011 SK209
- (649798) 2011 SF212
- (649799) 2011 SH213
- (649800) 2011 SW213
- (649801) 2011 SN217
- (649802) 2011 SP222
- (649803) 2011 SW222
- (649804) 2011 SU225
- (649805) 2011 SS232
- (649806) 2011 SV232
- (649807) 2011 SW233
- (649808) 2011 SB234
- (649809) 2011 SF234
- (649810) 2011 SX236
- (649811) 2011 SV241
- (649812) 2011 SD244
- (649813) 2011 SV247
- (649814) 2011 SB253
- (649815) 2011 SG253
- (649816) Marycoates
- (649817) 2011 ST255
- (649818) 2011 SU258
- (649819) 2011 SH263
- (649820) 2011 SM263
- (649821) 2011 SC264
- (649822) 2011 SN264
- (649823) 2011 SK270
- (649824) 2011 SR271
- (649825) 2011 SR272
- (649826) 2011 SX273
- (649827) 2011 SU274
- (649828) 2011 SF275
- (649829) 2011 SU280
- (649830) 2011 SJ281
- (649831) 2011 SY283
- (649832) 2011 SD284
- (649833) 2011 SP284
- (649834) 2011 SS287
- (649835) 2011 SG290
- (649836) 2011 SB291
- (649837) 2011 SD295
- (649838) 2011 ST296
- (649839) 2011 SV297
- (649840) 2011 SF299
- (649841) 2011 SY302
- (649842) 2011 SA307
- (649843) 2011 SG307
- (649844) 2011 SH308
- (649845) 2011 SN308
- (649846) 2011 SC309
- (649847) 2011 SZ311
- (649848) 2011 SW312
- (649849) 2011 SL314
- (649850) 2011 SU314
- (649851) 2011 SV314
- (649852) 2011 SY323
- (649853) 2011 SB330
- (649854) 2011 SW331
- (649855) 2011 SU333
- (649856) 2011 SB334
- (649857) 2011 SH334
- (649858) 2011 SV334
- (649859) 2011 SN339
- (649860) 2011 SA342
- (649861) 2011 SM343
- (649862) 2011 SN343
- (649863) 2011 SK346
- (649864) 2011 SA355
- (649865) 2011 SB360
- (649866) 2011 TC3
- (649867) 2011 TF6
- (649868) 2011 TW6
- (649869) 2011 TT7
- (649870) 2011 TJ9
- (649871) 2011 TB12
- (649872) 2011 TG12
- (649873) 2011 TL14
- (649874) 2011 TO14
- (649875) 2011 TP14
- (649876) 2011 TO17
- (649877) 2011 TC18
- (649878) 2011 TR18
- (649879) 2011 TL20
- (649880) 2011 TO20
- (649881) 2011 TM22
- (649882) 2011 UM5
- (649883) 2011 UV11
- (649884) 2011 UO12
- (649885) 2011 UB15
- (649886) 2011 UF15
- (649887) 2011 UD24
- (649888) 2011 UV24
- (649889) 2011 UT26
- (649890) 2011 UQ31
- (649891) 2011 UE32
- (649892) 2011 UD33
- (649893) 2011 UL33
- (649894) 2011 UN33
- (649895) 2011 UL34
- (649896) 2011 UK36
- (649897) 2011 UY42
- (649898) 2011 UM44
- (649899) 2011 UJ45
- (649900) 2011 UV58
- (649901) 2011 UT67
- (649902) 2011 UA70
- (649903) 2011 UO75
- (649904) 2011 UC77
- (649905) 2011 UU77
- (649906) 2011 UH79
- (649907) 2011 UP79
- (649908) 2011 UF80
- (649909) 2011 UH97
- (649910) 2011 UD103
- (649911) 2011 UA105
- (649912) 2011 UH106
- (649913) 2011 UU109
- (649914) 2011 UJ110
- (649915) 2011 UC117
- (649916) 2011 UB119
- (649917) 2011 UC126
- (649918) 2011 UU130
- (649919) 2011 UA139
- (649920) 2011 UE147
- (649921) 2011 UX149
- (649922) 2011 UT156
- (649923) 2011 UV161
- (649924) 2011 UT169
- (649925) 2011 UR174
- (649926) 2011 UP175
- (649927) 2011 UV175
- (649928) 2011 UU176
- (649929) 2011 UY180
- (649930) 2011 UC185
- (649931) 2011 UL185
- (649932) 2011 UH186
- (649933) 2011 UK188
- (649934) 2011 US188
- (649935) 2011 UF195
- (649936) 2011 UN198
- (649937) 2011 UD203
- (649938) 2011 UJ204
- (649939) 2011 UW204
- (649940) 2011 UG205
- (649941) 2011 UM205
- (649942) 2011 UR205
- (649943) 2011 UN210
- (649944) 2011 UY211
- (649945) 2011 UJ212
- (649946) 2011 UE216
- (649947) 2011 UE220
- (649948) 2011 UT221
- (649949) 2011 UN225
- (649950) 2011 UM226
- (649951) 2011 UJ237
- (649952) 2011 US238
- (649953) 2011 UC241
- (649954) 2011 UY241
- (649955) 2011 UC245
- (649956) 2011 UB247
- (649957) 2011 UV253
- (649958) 2011 UF254
- (649959) 2011 UW256
- (649960) 2011 UO257
- (649961) 2011 UH258
- (649962) 2011 UL260
- (649963) 2011 UF261
- (649964) Friedrichvolck
- (649965) 2011 UA270
- (649966) 2011 UW271
- (649967) 2011 UO272
- (649968) 2011 UJ273
- (649969) 2011 UN278
- (649970) 2011 UR278
- (649971) 2011 UH283
- (649972) 2011 UD285
- (649973) 2011 UJ285
- (649974) 2011 UO289
- (649975) 2011 UF290
- (649976) 2011 UX295
- (649977) 2011 UR297
- (649978) 2011 UQ298
- (649979) 2011 UV299
- (649980) 2011 UG301
- (649981) 2011 UW308
- (649982) 2011 UH309
- (649983) 2011 UW309
- (649984) 2011 UD313
- (649985) 2011 UR315
- (649986) 2011 UD320
- (649987) 2011 UJ322
- (649988) 2011 UD324
- (649989) 2011 UQ327
- (649990) 2011 UK330
- (649991) 2011 UL331
- (649992) 2011 UR331
- (649993) 2011 UN332
- (649994) 2011 UN333
- (649995) 2011 UF335
- (649996) 2011 UO335
- (649997) 2011 UC338
- (649998) 2011 UZ340
- (649999) 2011 UK345
- (650000) 2011 UL345